# Minami Kikan
Minami Kikan é como se chamou a organização militar criada pelo Japão antes da ocupação da Birmânia durante a II Guerra Mundial, sob o comando de Suzuki Keiji.
A unidade, assim como a sua similar Fujiwara Kikan da Índia, treinou jovens nacionalistas. Dentre estes estava o futuro líder birmanês, Aung San; sua missão era a destruição da Estrada da Birmânia, erguida entre 1939 e 1941 com o fim de suprir as tropas Aliadas com recursos oriundos da China.